# 謝爾吉伊夫西克 (謝苗諾夫卡區)
52°13′26″N 32°52′41″E / 52.22389°N 32.87806°E
謝爾吉伊夫西克（烏克蘭語：Сергіївське），是烏克蘭北部的村莊，隸屬切爾尼希夫州的諾夫霍羅德-錫韋爾斯基區。該村始建於1961年，面積0.27平方公里，海拔高度162米，2001年人口20，人口密度每平方公里74.1人。